# 瑶山梭罗
瑶山梭罗（学名：Reevesia glaucophylla）为梧桐科梭罗树属下的一个种。

## 扩展阅读
- 維基物種上的相關：瑶山梭罗